# Tobias Rawet
Tobias Towia Rawet, född 12 februari 1936 i Polen, är en polsk-svensk förintelseöverlevare och föreläsare. År 1992 började han föreläsa om sina erfarenheter i Łódź getto och koncentrationslägret Ravensbrück. År 2021 tilldelades han Raoul Wallenberg-priset. Tobias Rawet är far till journalisten Peter Rawet. 